# Никсон (филм)
Никсон (енгл. Nixon) је биографски историјски драмски филм из 1995. године у режији Оливера Стоуна, а по сценарију Оливера Стоуна, Стивена Ривела и Кристофера Вилкинсона, уз значајне доприносе „консултаната пројекта“ Кристофера Шера и Роберта Шера. Главне улоге играју: Ентони Хопкинс, Џоан Ален, Џејмс Вудс, Пол Сорвино.
Филм говори о политичком и личном животу бившег председника САД Ричарда Никсона, кога игра Ентони Хопкинс.
Филм приказује Никсона као сложену и, у многим аспектима, особу вредну дивљења, иако дубоко мањкаву. Никсон почиње одрицањем од одговорности да је филм „покушај разумевања истине [...] заснован на бројним јавним изворима и на некомплетном историјском запису“.
У филму је представљена ансамблска подела улога које тумаче Ентони Хопкинс, Џоан Ален, Џејмс Вудс, Пол Сорвино, Пауерс Бут, Ед Харис, Боб Хоскинс, Кевин Дан, Бај Линг, Џон Дил, Ден Хедаја, Мери Стинберџен, Тони Голдвин, Дејвид Пејмер, Сол Рубинек, Лари Хегмен, Тони Ло Бјанко, Сем Вотерстон, Бриџет Вилсон и многи други.
Ово је био други Стоунов од три филма о америчком председниковању, снимљен четири године после ЏФК-а, о убиству Џона Ф. Кенедија, а 13 година касније уследио је Буш, о Џорџу Бушу млађем.

## Радња
Филм се углавном врти око скандала Вотергејт, рата у Вијетнаму и односа са Кубом, укључујући операцију у Заливу свиња.
1972. године. Група мушкараца се спрема да упадне у седиште председничког кандидата Демократа Џорџа Мекгаверна, који се налази у вашингтонском комплексу Вотергејт. На лицу места ухапшено је пет провалника. Овај догађај се сматра почетком „Вотергејт скандала”. У следећој сцени, непосредно пре оставке, Никсон, који је пијан (у филму Никсон је злоупотребио не само моћ већ и алкохол, поред дрога које је узимао, практично поставши зависник), заједно са пензионисаним генералом Александром Хејгом, иначе Никсоновим шефом кабинета, разговара о последицама магнетофонских снимака разговора у Белој кући и могућности уништавања или скривања појединачних епизода. Фрагменти снимака изазивају у њему сећања на прошлост и разне догађаје из његове каријере. Он се присећа свог детињства и почетка сопствене политичке каријере, укључујући његову кампању против Алџера Хиса касних 1940-их. Постепено, његова политичка каријера добија замах: био је потпредседник САД, а 1968. победио је у председничкој трци и водио земљу.
Касније у филму, не хронолошким редом, сећања на детињство проведено у Калифорнији. У младости је волео амерички фудбал, а затим је упознао своју будућу супругу Пет Рајан; пораз у председничкој трци 1960. године, гувернерски избори у Калифорнији 1962. и протести против рата у Вијетнаму; служио као председник од 1969. до 1974. Уз ова сећања се помињу сиромашно и строго религиозно протестантско детињство под утицајем његове мајке квекерке у Калифорнији (смрт старијег брата од туберкулозе омогућава породици да прикупи новац за подучавање Никсона на правном факултету).
Филм алудира на чињеницу да је Никсон био имплицитно умешан у убиство Џона Ф. Кенедија. Када се Никсон суочи са опозивом, државни секретар Хенри Кисинџер и Александар Хејг саветују га да поднесе оставку, на шта он на крају пристаје. Филм се завршава опроштајним говором особљу и документарцима са његове сахране 1994. године.

## Улоге
| Глумац          | Улога                                |
| --------------- | ------------------------------------ |
| Ентони Хопкинс  | Ричард Никсон                        |
| Џоан Ален       | Пет Никсон                           |
| Џејмс Вудс      | Г. Р. Холдеман                       |
| Пол Сорвино     | Хенри Кисинџер                       |
| Пауерс Бут      | Александер Хејг                      |
| Ед Харис        | Е. Хауард Хант                       |
| Џон Дил         | Џ. Гордон Лиди                       |
| Фајвуш Финкел   | Мјуреј Чотинер                       |
| Боб Хоскинс     | Џон Едгар Хувер (директор ФБИ)       |
| Џеј Ти Волш     | Џон Ерликман                         |
| Медлин Кан      | Марта Бил Мичел                      |
| Кевин Дан       | Чарлс Колсон                         |
| Ден Хедаја      | Трини Кардоса                        |
| Едвард Херман   | Нелсон Рокфелер                      |
| Мери Стинберџен | Хана Милхаус Никсон                  |
| Тони Голдвин    | Харолд Никсон                        |
| Борис Сичкин    | Леонид Брежњев                       |
| Фима Новик      | Андреј Громико                       |
| Бај Линг        | кинески преводилац                   |
| Раиса Данилова  | руски преводилац                     |
| Роберт Белтран  | Френк Старџес                        |
| Дејвид Пејмер   | Рон Зиглер                           |
| Сол Рубинек     | Херб Клајн                           |
| Лари Хегмен     | Џек Џоунс                            |
| Тони Ло Бјанко  | Џони Росели                          |
| Сем Вотерстон   | директор ЦИА Ричард Хелмс            |
| Кори Керијер    | Ричард Никсон у узрасту од 12 година |
| Рик Јанг        | Мао Цедунг                           |
| Роберт Маршал   | Спиро Егњу                           |
| Мишел Крусик    | студенткиња (прва на платну)         |
| Бриџет Вилсон   | Сенди                                |